# Su Čen-chua
Su Čen-chua (čínsky pchin-jinem Sū Zhènhuá, znaky zjednodušené 苏振华, tradiční 蘇振華; 2. června 1912 — 7. února 1979) byl čínský komunistický voják a politik, účastník občanské války, Dlouhého pochodu, čínsko-japonské války. V Čínské lidové republice zaujímal vysoké vojenské a politické funkce: po založení Čínské lidové republiky řídil provincii Kuej-čou jako tajemník provinčního výboru KS Číny, od roku 1957 působil v Pekingu jako zástupce politického komisaře námořnictva Čínské lidové osvobozenecké armády (1954–1957) a politický komisař námořnictva (1957–1967 a 1973–1979). Za kulturní revoluce byl odvolán z funkcí, roku 1972 byl jako jeden z prvních postižených rehabilitován a vrácen do vedení námořnictva. Byl zvolen kandidátem (1973–1977) a členem (1977–1979) politbyra, od roku 1974 byl členem užšího vedení ústřední vojenské komise KS Číny, od roku 1976 byl také prvním tajemníkem šanghajského městského výboru KS Číny a předsedou šanghajského revolučního výboru.

## Život
Su Čen-chua se narodil 2. června 1912 v okrese Pching-ťiang v provincii Chu-nan. Jeho rodné jméno bylo Su Čchi-šeng. V roce 1926, ve svých 14 letech, se připojil k partyzánské bojové jednotce a o tři roky později vstoupil do Komunistického svazu mládeže. V červnu 1930 vstoupil do čínské Rudé armády a téhož roku i do komunistické strany. Bojoval v řadách Pcheng Te-chuajova sboru, postoupil od řadového bojovníka přes nižší velitelské funkce až na politického komisaře pluku (roku 1933). Účastnil se Dlouhého pochodu. Roku 1936 studoval na Protijaponské vojensko-politické akademii, poté byl politickým komisařem 343. brigády 115. divize (velitel Lin Piao) 8. pochodové armády. Roku 1939 sloužil jako komisař výcvikového pluku 115. divize, později jako komisař různých jednotek v Ťin-Ťi-Lu-Jüském vojenském okruhu, v občanské válce působil jako komisař 1. kolony Ťin-Ťi-Lu-Jüské polní armády a pak 5. armády (koloně i armádě velel Jang Jung) v 2. polní armádě(bývalá Ťin-Ťi-Lu-Jüská polní armáda, armádě velel Liou Po-čcheng, komisařem byl Teng Siao-pching), válku zakončil v Kuej-čou.
V prosinci 1949, po komunistickém převzetí provincie Kuej-čou, se Su stal tajemníkem tamního provinčního výboru KS Číny (1949–1954) a komisařem kuejčouského vojenského obvodu, současně byl členem kuejčouské vlády a jihozápadního vojensko-administrativního výboru a zástupcem komisaře 2. polní armády. Roku 1954 přešel z Kuej-čou do Pekingu, od dubna 1954 vykonával funkci zástupce politického komisaře námořnictva Čínské lidové osvobozenecké armády, téhož roku se stal členem Státního výboru obrany (do 1967). Při zavedení vojenských hodností roku 1955 byl jmenován admirálem. Na VIII. sjezdu KS Číny byl zvolen kandidátem ústředního výboru. V srpnu 1957 povýšil na politického komisaře námořnictva. V roce 1959 se stal členem ústřední vojenské komise KS Číny a zástupcem jejího generálního sekretáře (do 1967). Podílel se na organizaci vývoje a produkce námořních zbraní, vybavení a lodí, včetně zajišťování přenosu technologií ze Sovětského svazu a výstavby několika námořních výzkumných ústavů.
Během kulturní revoluce byl začátkem roku 1967 odvolán z funkcí a označen za „časovanou bombu v námořnictvu nastraženou Teng Siao-pchingem“. V roce 1972 byl rehabilitován (jako jeden z prvních vysokých funkcionářů postižených za kulturní revoluce) a v květnu 1972 jmenován prvním zástupcem velitele námořnictva. Vzhledem, k tomu, že velitel námořnictva Siao Ťin-kuang byl terčem útoků radikálů (Čang Čchun-čchiao), faktické řízení námořnictva převzal Su Čen-chua. Ve funkci mimo jiné připravil desetiletý plán rozvoje námořnictva. V březnu 1973 se opět stal politickým komisařem námořnictva. Na X. sjezdu KS Číny v srpnu 1973 byl zvolen členem ústředního výboru a kandidátem politbyra. Od ledna 1974 patřil k užšímu vedení čínských ozbrojených sil, když byl politbyrem jmenován členem šestičlenné ústřední skupiny pro vojenské záležitosti, resp. od února 1975 členem stálého výboru ústřední vojenské komise KS Číny.
Sehrál důležitou roli při zatýkání gangu čtyř v roce 1976, kdy byl Chua Kuo-fengem a Jie Ťien-jingem pověřen aby společně s Keng Piaoem převzali tiskovou agenturu Sin-chua, ústřední televizní a rozhlasové stanice a ústředí Lidového deníku, které byly v té době pod kontrolou stoupenců čtyř. Aby se neutralizovala mocenská základna gangu čtyř v Šanghaji, byl v říjnu 1976 Su vyslán do Šanghaje jako nový první tajemník šanghajského městského výboru KS Číny a předseda šanghajského revolučního výboru a ve spolupráci s Ni Č’-fuem a Pcheng Čchungem (kteří přišli s ním z Pekingu) přebral vedení města a strany. Na XI. sjezdu KS Číny v srpnu 1977 byl znovuzvolen do ústředního výboru a povýšil v politbyru, když se stal členem politbyra, znovuzvolen byl do stálého výboru ústřední vojenské komise. Roku 1978 byl zvolen poslancem Všečínského shromáždění lidových zástupců.
Zemřel v Pekingu 7. února 1979.